# カッフェ
カッフェ（Каффе、ラテン文字転写: Kaffe）は、ブルガリアのジャズ・バンド。2005年、ユーロビジョン・ソング・コンテストに初のブルガリア代表として参加し、準決勝まで進出した。

## 来歴
カッフェは2000年代のブルガリアで大変人気となったバンドで、「There Again」「Isn't It Love」「No More」などのヒット曲で知られている。2004年には、その年のバンド・オブ・ザ・イヤーを受賞している。
バンドのメンバーたちはいずれも多くのプロジェクトに参加してきた経験に裏打ちされた実力派ぞろいである。メンバーのうちの2人、ヴァレリー・ツェンコフ（ドラム）、ゲオルギ・ヤネフ（ギター）は、アメリカのカリフォルニア大学バークレー校出身である。
1999年に「Badu」の名前で前身バンドが結成されたものの、数人のメンバーたちはそれぞれ独自の活動に専念し、2001年までバンドは凍結状態にあった。2001年になって「カッフェ」に改名し、本格的に活動を始める。
メンバーたちはそれまでに、グラファ、リリー・イヴァノヴァ、マリア・イリエヴァ、ストイヤン・ザハリエフ、ベロスラヴァ、バンドの「TRIP」、そしてヴァシル・ナイデノフといったブルガリアの数多くの有名なアーティストたちとのプロジェクトに関わってきた。
2003年にはルーマニアで開かれた国際音楽フェスティバル「The Golden Stag」に参加し3位入賞。MTVの欧州部門は彼らのために映像を製作、2004年にはバンドとしての初アルバム『Alone』を発表しヒットさせた。
カッフェは2005年のユーロビジョン・ソング・コンテストに初のブルガリア代表として参加し、準決勝まで進出したものの19位で敗退、決勝進出はかなわなかった。

## メンバー
- オルリン・パヴロフ (Orlin Pavlov) – ボーカル

生年月日1979年4月23日（45歳）、ソフィア出身。欧州諸国でダンサーなどを経験した後、2002年にはソフィアに戻り、バンド活動を始める。
- ゲオルギ・ヤネフ (Georgi Yanev) – ギター

生年月日1977年4月23日（47歳）、ブラゴエヴグラト出身。米国のカリフォルニア大学バークレー校を卒業している。1999年にブルガリアに戻り、ヴァレリー・ツェンコフとともにバンドBaduをはじめる。
- ミレン・クコシャロフ (Milen Кuкоshаrоv) – キーボード

生年月日1977年4月23日（47歳）、プロヴディフ出身。テオドシ・スパソフ、ミトコ・ルプチェフ、ステファン・ヴァルドブレフなどのブルガリアの有名ミュージシャンとの共演プロジェクト後、2002年からバンドに加わった。
- ヴァレリー・ツェンコフ (Valery Tzenkov) – ドラム

生年月日1973年9月3日（51歳）、米国のカリフォルニア大学バークレー校を卒業している。1999年にゲオルギ・ヤネフとともにバンドBaduをはじめる。
- マルティン・タシェフ (Martin Tashev) – トランペット、ボーカル

生年月日1979年7月9日（45歳）、プロヴディフ出身。ミレン・クコシャロフとともにバンド「Infinity」で活動後、2002年にカッフェのメンバーとなる。デビュー・アルバムではスペイン語によるラップも披露している。
- ヴェセリン・ヴェセリノフ＝エコ (Veselin Veselinov-Eko) – ベース

生年月日1963年10月19日（61歳）、ソフィア出身。これまでにイヴォ・パパゾフ、テオドシ・スパソフ、バスコ・ヴァシレフ、ベニー・ポーピン、アナトリ・ヴァピロフ、イルディス・イブラヒモワ、オカイ・テミズといった数多くの有名なミュージシャンたちと共演してきている。ユーロビジョン・ソング・コンテスト2005の参加曲「Lorraine」の作詞・作曲をオルリン・パヴロフとともに担当した。